# Leiothrix affinis
Leiothrix affinis är en gräsväxtart som beskrevs av Silveira. Leiothrix affinis ingår i släktet Leiothrix och familjen Eriocaulaceae. Inga underarter finns listade i Catalogue of Life.